# Sale el Sol
Sale el Sol (tiếng Tây Ban Nha: The Sun Comes Out) là album phòng thu thứ chín của ca sĩ kiêm sáng tác nhạc người Colombia Shakira, phát hành ngày 19 tháng 10 năm 2010 bởi Epic Records. Sau thành công về mặt thương mại của album tiếng Anh thứ ba She Wolf (2009), album đánh dấu sự trở lại với phong cách nhạc latin pop đặc trưng của Shakira, so với những âm thanh electropop của đĩa nhạc trước. Sale el Sol được xây dựng theo ba định hướng âm nhạc khác nhau: một hướng lãng mạn, một hướng "rock and roll" và một hướng "Latinh và miền nhiệt đới", trong đó hai hướng sau lần lượt là sự thử nghiệm của nữ ca sĩ với nhạc rock and merengue. Dưới danh nghĩa đồng sản xuất dự án, Shakira hợp tác với nhiều nhà sản xuất khác nhau, bao gồm Luis Fernando Ochoa, Josh Abraham, El Cata, Gustavo Cerati, John Hill, Lester Mendez, Pitbull và Residente của Calle 13. Ngoài ra, album cũng bao gồm "Waka Waka (This Time for Africa)", bài hát chính thức của giải vô địch bóng đá thế giới năm 2010.
Nội dung ca từ của Sale el Sol đề cập đến những chủ đề về hấp dẫn tình dục, tận hưởng niềm vui, sự hối tiếc và cô đơn. Sau khi phát hành, album nhận được những phản ứng tích cực từ các nhà phê bình âm nhạc, trong đó họ đánh giá cao bản chất đơn giản, "thoải mái" của album và chất giọng của Shakira. Ngoài ra, đĩa nhạc cũng gặt hái nhiều đề cử và giải thưởng tại nhiều lễ trao giải lớn, bao gồm hai đề cử giải Grammy Latinh cho Album của năm và Album giọng pop nữ xuất sắc nhất tại lễ trao giải thường niên lần thứ 12, và chiến thắng hạng mục sau. Sale el Sol cũng gặt hái những thành công lớn về mặt thương mại khi đứng đầu các bảng xếp hạng tại Bỉ, Pháp, Ý, Mexico, Bồ Đào Nha và Tây Ban Nha, đồng thời lọt vào top 10 ở hầu hết những quốc gia khác, như Áo, Hà Lan, Đức và Thụy Sĩ. Album ra mắt ở vị trí thứ bảy trên bảng xếp hạng Billboard 200 tại Hoa Kỳ với 52,000 bản, trở thành album thứ tư của cô vươn đến top 10 và đứng đầu bảng xếp hạng Top Latin Albums và Latin Pop Albums trong nhiều tuần.
Năm đĩa đơn đã được phát hành từ Sale el Sol. "Loca" được chọn làm đĩa đơn mở đường và đạt ngôi vị cao nhất trên các bảng xếp hạng tại Ý, Tây Ban Nha, Thụy Sĩ cũng như bảng xếp hạng Billboard Hot Latin Songs tại Hoa Kỳ. Đĩa đơn thứ ba, "Rabiosa" vươn đến top 10 tại Áo, Bỉ, Ý và Tây Ban Nha, trong khi những đĩa đơn còn lại như bài hát chủ đề, "Antes de las Seis" và "Addicted to You" đều đạt được thành công vừa phải ở những khu vực nói tiếng Tây Ban Nha. Để quảng bá album, Shakira xuất hiện và trình diễn trên nhiều chương trình truyền hình và lễ trao giải lớn, như Dancing with the Stars, Late Show with David Letterman, Lopez Tonight, Rock in Rio năm 2010 và giải Âm nhạc châu Âu của MTV năm 2010, cũng như thực hiện chuyến lưu diễn The Sun Comes Out World Tour (2010-11) với 106 đêm diễn và trở thành một trong những chuyến lưu diễn có doanh thu cao nhất của nghệ sĩ Latinh. Tính đến nay, Sale el Sol đã bán được hơn bốn triệu bản trên toàn thế giới.

## Danh sách bài hát
| Sale el Sol – Phiên bản tiêu chuẩn | Sale el Sol – Phiên bản tiêu chuẩn                             | Sale el Sol – Phiên bản tiêu chuẩn                                            | Sale el Sol – Phiên bản tiêu chuẩn                                                                | Sale el Sol – Phiên bản tiêu chuẩn |
| STT                                | Nhan đề                                                        | Sáng tác                                                                      | Sản xuất                                                                                          | Thời lượng                         |
| ---------------------------------- | -------------------------------------------------------------- | ----------------------------------------------------------------------------- | ------------------------------------------------------------------------------------------------- | ---------------------------------- |
| 1.                                 | "Sale el Sol"                                                  | Shakira Luis Fernando Ochoa                                                   | Shakira Ochoa                                                                                     | 3:21                               |
| 2.                                 | "Loca" (hợp tác với El Cata)                                   | Shakira El Cata Pitbull                                                       | Shakira Ochoa [a] Josh Abraham [a] Oligee [a] El Cata [a] Gucci Vump [b] Jonathan Shakhovskoy [b] | 3:05                               |
| 3.                                 | "Antes de las Seis"                                            | Shakira Lester Méndez                                                         | Shakira Méndez                                                                                    | 2:56                               |
| 4.                                 | "Gordita" (hợp tác với Residente)                              | Shakira Calle 13                                                              | Shakira Calle 13 John Hill [a] Diplo [b]                                                          | 3:26                               |
| 5.                                 | "Addicted to You"                                              | Shakira El Cata Ochoa Hill                                                    | Shakira Ochoa [a] El Cata [a] Hill [b]                                                            | 2:28                               |
| 6.                                 | "Lo Que Más"                                                   | Shakira Albert Menéndez                                                       | Shakira Méndez [a]                                                                                | 2:29                               |
| 7.                                 | "Mariposas"                                                    | Shakira Menéndez                                                              | Shakira Menéndez [a]                                                                              | 3:47                               |
| 8.                                 | "Rabiosa" (hợp tác với El Cata)                                | Shakira Pitbull El Cata                                                       | Shakira Ochoa [a] Abraham [a] Oligee [a] El Cata [a] Jim Jonsin [b]                               | 2:52                               |
| 9.                                 | "Devoción"                                                     | Shakira Gustavo Cerati Jorge Drexler Hill Sam Endicott                        | Shakira Hill                                                                                      | 3:31                               |
| 10.                                | "Islands"                                                      | Baria Qureshi Oliver Sim Jamie Smith Romy Madly Croft                         | Shakira Lukas Burton                                                                              | 2:45                               |
| 11.                                | "Tu Boca"                                                      | Shakira Cerati Drexler Menéndez Tim Mitchell                                  | Shakira Hill [a] Cerati [a]                                                                       | 3:27                               |
| 12.                                | "Waka Waka (Esto es África)" (K-Mix)                           | Shakira Drexler Hill Emile Kojidie Dooh Belly Eugene Victor Ze Bell Jean Paul | Shakira Hill                                                                                      | 3:07                               |
| 13.                                | "Loca" (hợp tác với Dizzee Rascal) (bản nhạc kèm theo)         | Shakira El Cata Dizzee Rascal Pitbull                                         | Shakira Ochoa [a] Abraham [a] Oligee [a] El Cata [a] Gucci Vump [b]                               | 3:13                               |
| 14.                                | "Rabiosa" (hợp tác với Pitbull) (bản nhạc kèm theo)            | Shakira Pitbull El Cata                                                       | Shakira Ochoa [a] Abraham [a] Oligee [a] El Cata [a] Jim Jonsin [b]                               | 2:52                               |
| 15.                                | "Waka Waka (This Time for Africa)" (K-Mix) (bản nhạc kèm theo) | Shakira Hill Kojidie Victor Paul                                              | Shakira Hill                                                                                      | 3:07                               |
| Tổng thời lượng:                   | Tổng thời lượng:                                               | Tổng thời lượng:                                                              | Tổng thời lượng:                                                                                  | 46:04                              |

| Sale el Sol – Phiên bản nhạc số (bản nhạc kèm theo) | Sale el Sol – Phiên bản nhạc số (bản nhạc kèm theo)   | Sale el Sol – Phiên bản nhạc số (bản nhạc kèm theo) | Sale el Sol – Phiên bản nhạc số (bản nhạc kèm theo) | Sale el Sol – Phiên bản nhạc số (bản nhạc kèm theo) |
| STT                                                 | Nhan đề                                               | Sáng tác                                            | Sản xuất                                            | Thời lượng                                          |
| --------------------------------------------------- | ----------------------------------------------------- | --------------------------------------------------- | --------------------------------------------------- | --------------------------------------------------- |
| 16.                                                 | "Loca" (Freemasons Remix) (hợp tác với Dizzee Rascal) | Shakira El Cata Rascal Pitbull                      | Shakira Ochoa Abraham Oligee El Cata Vump           | 3:01                                                |

| The Sun Comes Out – Phiên bản tại Nhật Bản (bản nhạc kèm theo) | The Sun Comes Out – Phiên bản tại Nhật Bản (bản nhạc kèm theo)                                              | The Sun Comes Out – Phiên bản tại Nhật Bản (bản nhạc kèm theo) | The Sun Comes Out – Phiên bản tại Nhật Bản (bản nhạc kèm theo) | The Sun Comes Out – Phiên bản tại Nhật Bản (bản nhạc kèm theo) |
| STT                                                            | Nhan đề | Sáng tác                                                       | Sản xuất                                                       | Thời lượng                                                     |
| -------------------------------------------------------------- | --- | -------------------------------------------------------------- | -------------------------------------------------------------- | -------------------------------------------------------------- |
| 16.                                                            | "Give It Up to Me" (hợp tác với Lil Wayne và Timbaland)                                                     | Shakira Amanda Ghost Timothy Mosley Dwayne Carter              | Shakira Timbaland                                              | 3:03                                                           |
| 17.                                                            | "Did It Again" (hợp tác với Kid Cudi)                                                                       | Shakira Pharrell Williams Scott Mescudi                        | Shakira The Neptunes                                           | 3:47                                                           |
| 18.                                                            | "Waka Waka (This Time for Africa)" (Bài hát chính thức của FIFA World Cup 2010) (hợp tác với Freshlyground) | Shakira Hill Kojidie Victor Paul Drexler                       | Shakira Hill                                                   | 3:22                                                           |

| Sale El Sol – Phiên bản tại Colombia, Ecuador và Peru (bản nhạc kèm theo) | Sale El Sol – Phiên bản tại Colombia, Ecuador và Peru (bản nhạc kèm theo)                           | Sale El Sol – Phiên bản tại Colombia, Ecuador và Peru (bản nhạc kèm theo) | Sale El Sol – Phiên bản tại Colombia, Ecuador và Peru (bản nhạc kèm theo) |
| STT                                                                       | Nhan đề                                                                                             | Sáng tác                                                                  | Thời lượng                                                                |
| ------------------------------------------------------------------------- | --------------------------------------------------------------------------------------------------- | ------------------------------------------------------------------------- | ------------------------------------------------------------------------- |
| 16.                                                                       | "Gitana"                                                                                            | Shakira Amanda Ghost Dench Struken Rogers Drexler                         |                                                                           |
| 17.                                                                       | "Waka Waka (Esto Es África)" (Sharam Radio Edit) (hợp tác với Freshlyground)                        | Shakira Hill Kojidie Victor Paul Drexler                                  |                                                                           |
| 18.                                                                       | "Waka Waka (Esto Es África)" (Havana Funk Remix) (hợp tác với Freshlyground)                        | Shakira Hill Kojidie Victor Paul Drexler                                  |                                                                           |
| 19.                                                                       | "Loca" (Freemasons Spanish Club Edit) (hợp tác với El Cata)                                         | Shakira El Cata Pitbull                                                   |                                                                           |
| 20.                                                                       | "Loca" (Brodicat Beat Beep Remix By Brodicat AKA Brodinski And Mikix The Cat) (hợp tác với El Cata) | Shakira El Cata Pitbull                                                   |                                                                           |
| 21.                                                                       | "Loca" (Static Revenger Mix Radio Edit) (hợp tác với El Cata)                                       | Shakira El Cata Pitbull                                                   |                                                                           |

| Sale el Sol – Phiên bản LP mở rộng năm 2024 (bản nhạc kèm theo) | Sale el Sol – Phiên bản LP mở rộng năm 2024 (bản nhạc kèm theo)                                             | Sale el Sol – Phiên bản LP mở rộng năm 2024 (bản nhạc kèm theo)               | Sale el Sol – Phiên bản LP mở rộng năm 2024 (bản nhạc kèm theo)     | Sale el Sol – Phiên bản LP mở rộng năm 2024 (bản nhạc kèm theo) |
| STT                                                             | Nhan đề | Sáng tác                                                                      | Sản xuất                                                            | Thời lượng                                                      |
| --------------------------------------------------------------- | --- | ----------------------------------------------------------------------------- | ------------------------------------------------------------------- | --------------------------------------------------------------- |
| 12.                                                             | "Waka Waka (Esto es África)" (Bài hát chính thức của FIFA World Cup 2010) (hợp tác với Freshlyground)       |                                                                               | Shakira Hill                                                        |                                                                 |
| 13.                                                             | "Loca" (hợp tác với Dizzee Rascal)                                                                          | Shakira El Cata Dizzee Rascal Pitbull                                         | Shakira Ochoa [a] Abraham [a] Oligee [a] El Cata [a] Gucci Vump [b] | 3:13                                                            |
| 14.                                                             | "Rabiosa" (hợp tác với Pitbull)                                                                             | Shakira Pitbull El Cata                                                       | Shakira Ochoa [a] Abraham [a] Oligee [a] El Cata [a] Jim Jonsin [b] | 2:52                                                            |
| 15.                                                             | "Waka Waka (This Time for Africa)" (Bài hát chính thức của FIFA World Cup 2010) (hợp tác với Freshlyground) |                                                                               | Shakira Hill                                                        | 3:22                                                            |
| 16.                                                             | "Loca" (Freemasons Spanish Club Edit) (hợp tác với El Cata)                                                 | Shakira El Cata Pitbull                                                       |                                                                     |                                                                 |
| 17.                                                             | "Waka Waka (Esto es África)" (K-Mix)                                                                        | Shakira Drexler Hill Emile Kojidie Dooh Belly Eugene Victor Ze Bell Jean Paul | Shakira Hill                                                        | 3:07                                                            |
| 18.                                                             | "Waka Waka (This Time for Africa)" (K-Mix)                                                                  | Shakira Hill Kojidie Victor Paul                                              | Shakira Hill                                                        | 3:07                                                            |

| Sale el Sol – Phiên bản tại Đức | Sale el Sol – Phiên bản tại Đức                                                                             | Sale el Sol – Phiên bản tại Đức                       | Sale el Sol – Phiên bản tại Đức                                       | Sale el Sol – Phiên bản tại Đức                                                                   | Sale el Sol – Phiên bản tại Đức |
| STT                             | Nhan đề | Phổ lời                                               | Phổ nhạc                                                              | Production                                                                                        | Thời lượng                      |
| ------------------------------- | --- | ----------------------------------------------------- | --------------------------------------------------------------------- | ------------------------------------------------------------------------------------------------- | ------------------------------- |
| 1.                              | "Sale el Sol"                                                                                               | Shakira Luis Fernando Ochoa                           | Shakira Ochoa                                                         | Shakira Ochoa                                                                                     | 3:21                            |
| 2.                              | "Loca" (hợp tác với Dizzee Rascal)                                                                          | Shakira El Cata Dizzee Rascal Pitbull                 | Shakira El Cata Dizzee Rascal Pitbull                                 | Shakira Ochoa [a] Abraham [a] Oligee [a] El Cata [a] Gucci Vump [b]                               | 3:13                            |
| 3.                              | "Antes de las Seis"                                                                                         | Shakira Lester Méndez                                 | Shakira Méndez                                                        | Shakira Méndez                                                                                    | 2:56                            |
| 4.                              | "Gordita" (hợp tác với Residente Calle 13)                                                                  | Shakira Calle 13                                      | Shakira Calle 13                                                      | Shakira Calle 13 John Hill [a] Diplo [b]                                                          | 3:26                            |
| 5.                              | "Addicted to You"                                                                                           | Shakira El Cata Ochoa Hill                            | Shakira El Cata Ochoa Hill                                            | Shakira Ochoa [a] El Cata [a] Hill [b]                                                            | 2:28                            |
| 6.                              | "Lo Que Más"                                                                                                | Shakira Albert Menéndez                               | Shakira Menéndez                                                      | Shakira Méndez [a]                                                                                | 2:29                            |
| 7.                              | "Mariposas"                                                                                                 | Shakira Menéndez                                      | Shakira Menéndez                                                      | Shakira Menéndez [a]                                                                              | 3:47                            |
| 8.                              | "Rabiosa" (hợp tác với Pitbull)                                                                             | Shakira Pitbull El Cata                               | Shakira Pitbull El Cata                                               | Shakira Ochoa [a] Abraham [a] Oligee [a] El Cata [a] Jim Jonsin [b]                               | 2:52                            |
| 9.                              | "Devoción"                                                                                                  | Shakira Jorge Drexler                                 | Shakira Hill Sam Endicott Gustavo Cerati                              | Shakira Hill                                                                                      | 3:31                            |
| 10.                             | "Islands"                                                                                                   | Baria Qureshi Oliver Sim Jamie Smith Romy Madly Croft | Qureshi Sim Smith Croft                                               | Shakira Lukas Burton                                                                              | 2:45                            |
| 11.                             | "Tu Boca"                                                                                                   | Shakira Drexler                                       | Shakira Cerati Menéndez Tim Mitchell                                  | Shakira Hill [a] Cerati [a]                                                                       | 3:27                            |
| 12.                             | "Waka Waka (This Time for Africa)" (K-Mix)                                                                  | Shakira                                               | Shakira Hill Kojidie Victor Paul                                      | Shakira Hill                                                                                      | 3:07                            |
| 13.                             | "Loca" (hợp tác với El Cata) (bản nhạc kèm theo)                                                            | Shakira El Cata Pitbull                               | Shakira El Cata Pitbull                                               | Shakira Ochoa [a] Josh Abraham [a] Oligee [a] El Cata [a] Gucci Vump [b] Jonathan Shakhovskoy [b] | 3:05                            |
| 14.                             | "Rabiosa" (hợp tác với El Cata) (bản nhạc kèm theo)                                                         | Shakira Pitbull El Cata                               | Shakira Pitbull El Cata                                               | Shakira Ochoa [a] Abraham [a] Oligee [a] El Cata [a] Jim Jonsin [b]                               | 2:52                            |
| 15.                             | "Waka Waka (Esto es África)" (K-Mix) (bản nhạc kèm theo)                                                    | Shakira Drexler                                       | Shakira Hill Emile Kojidie Dooh Belly Eugene Victor Ze Bell Jean Paul | Shakira Hill                                                                                      | 3:07                            |
| 16.                             | "Waka Waka (This Time for Africa)" (Bài hát chính thức của FIFA World Cup 2010) (hợp tác với Freshlyground) | Shakira                                               | Shakira Hill Kojidie Victor Paul                                      | Shakira Hill                                                                                      | 3:22                            |

Ghi chú
- ^a  nghĩa là đồng sản xuất
- ^b  nghĩa là sản xuất bổ sung

## Xếp hạng
| Bảng xếp hạng (2010–12)                  | Vị trí cao nhất |
| ---------------------------------------- | --------------- |
| Album Áo (Ö3 Austria)                    | 3               |
| Album Bỉ (Ultratop Vlaanderen)           | 8               |
| Album Bỉ (Ultratop Wallonie)             | 1               |
| Album Canada (Billboard)                 | 11              |
| Album Croatia (HDU)                      | 1               |
| Album Cộng hòa Séc (ČNS IFPI)            | 6               |
| Album Đan Mạch (Hitlisten)               | 27              |
| Album Hà Lan (Album Top 100)             | 10              |
| Album Châu Âu (Billboard)                | 2               |
| Album Phần Lan (Suomen virallinen lista) | 23              |
| Album Pháp (SNEP)                        | 1               |
| Album Đức (Offizielle Top 100)           | 6               |
| Album Hy Lạp (IFPI)                      | 2               |
| Album Ý (FIMI)                           | 1               |
| Album Nhật Bản (Oricon)                  | 103             |
| Album México (Top 100 Mexico)            | 1               |
| Album Ba Lan (ZPAV)                      | 2               |
| Album Bồ Đào Nha (AFP)                   | 1               |
| Album Nga (2M)                           | 3               |
| Album Tây Ban Nha (PROMUSICAE)           | 1               |
| Album Thụy Điển (Sverigetopplistan)      | 19              |
| Album Thụy Sĩ (Schweizer Hitparade)      | 2               |
| Album Hoa Kỳ Billboard 200               | 7               |
| Album Hoa Kỳ Top Latin (Billboard)       | 1               |
| Album Hoa Kỳ Latin Pop (Billboard)       | 1               |

| Bảng xếp hạng (2010)                | Vị trí |
| ----------------------------------- | ------ |
| Album Áo (Ö3 Austria)               | 42     |
| Album Bỉ (Ultratop Flanders)        | 97     |
| Album Bỉ (Ultratop Wallonia)        | 35     |
| Album Châu Âu (Billboard)           | 89     |
| Album Pháp (SNEP)                   | 11     |
| Album Đức (Offizielle Top 100)      | 53     |
| Album Hungaria (MAHASZ)             | 19     |
| Album Ý (FIMI)                      | 21     |
| Album México (AMPROFON)             | 22     |
| Album Ba Lan (ZPAV)                 | 43     |
| Album Nga (2M)                      | 35     |
| Album Tây Ban Nha (PROMUSICAE)      | 13     |
| Album Thụy Sĩ (Schweizer Hitparade) | 13     |
| Hoa Kỳ Top Latin Albums (Billboard) | 6      |
| Hoa Kỳ Latin Pop Albums (Billboard) | 4      |
| Bảng xếp hạng (2011)                | Vị trí |
| Album Argentina (CAPIF)             | 5      |
| Album Áo (Ö3 Austria)               | 42     |
| Album Bỉ (Ultratop Flanders)        | 34     |
| Album Bỉ (Ultratop Wallonia)        | 16     |
| Album Pháp (SNEP)                   | 10     |
| Album Hungaria (MAHASZ)             | 35     |
| Album Ý (FIMI)                      | 45     |
| Album México (AMPROFON)             | 23     |
| Album Bồ Đào Nha (AFP)              | 7      |
| Album Tây Ban Nha (PROMUSICAE)      | 13     |
| Album Thụy Sĩ (Schweizer Hitparade) | 15     |
| Hoa Kỳ Top Latin Albums (Billboard) | 4      |
| Hoa Kỳ Latin Pop Albums (Billboard) | 3      |
| Bảng xếp hạng (2012)                | Vị trí |
| Hoa Kỳ Top Latin Albums (Billboard) | 17     |
| Hoa Kỳ Latin Pop Albums (Billboard) | 6      |
| Bảng xếp hạng (2017)                | Vị trí |
| Hoa Kỳ Top Latin Albums (Billboard) | 38     |
| Hoa Kỳ Latin Pop Albums (Billboard) | 9      |
| Bảng xếp hạng (2018)                | Vị trí |
| Hoa Kỳ Top Latin Albums (Billboard) | 49     |
| Hoa Kỳ Latin Pop Albums (Billboard) | 10     |

| Bảng xếp hạng (2010-19)             | Vị trí |
| ----------------------------------- | ------ |
| Hoa Kỳ Top Latin Albums (Billboard) | 14     |

## Chứng nhận
| Quốc gia | Chứng nhận         | Số đơn vị/doanh số chứng nhận |
| --- | ------------------ | ----------------------------- |
| Argentina (CAPIF) | Bạch kim           | 40,000                        |
| Áo (IFPI Áo) | Bạch kim           | 20.000*                       |
| Bỉ (BEA) | Bạch kim           | 30.000*                       |
| Brasil (Pro-Música Brasil) | Kim cương          | 160.000‡                      |
| Canada (Music Canada) | Bạch kim           | 80.000‡                       |
| Chile (IFPI Chile) | —                  | 5,000                         |
| Colombia (ASINCOL) | Kim cương          | 300,000                       |
| Cộng hòa Séc (IFPI) | Vàng               | 6.000*                        |
| Pháp (SNEP) | Kim cương          | 500.000*                      |
| Đức (BVMI) | Bạch kim           | 300.000^                      |
| Hungary (Mahasz) | Bạch kim           | 6.000^                        |
| Ý (FIMI) | 2× Bạch kim        | 120.000*                      |
| México (AMPROFON) | 4× Bạch kim+Vàng   | 270.000‡                      |
| Peru (UNIMPRO) | Vàng               | 3.000*                        |
| Ba Lan (ZPAV) | 2× Bạch kim        | 40.000*                       |
| Bồ Đào Nha (AFP) | Bạch kim           | 20.000^                       |
| Tây Ban Nha (PROMUSICAE) | 2× Bạch kim        | 120.000^                      |
| Thụy Điển (GLF) | Vàng               | 20.000‡                       |
| Thụy Sĩ (IFPI) | 2× Bạch kim        | 60.000^                       |
| Hoa Kỳ (RIAA) | Kim cương (Latinh) | 600.000‡                      |
| Venezuela (AVINPRO) | Bạch kim           | 10.000*                       |
| Tổng hợp |                    |                               |
| Toàn cầu | —                  | 4,000,000                     |
| * Chứng nhận dựa theo doanh số tiêu thụ. ^ Chứng nhận dựa theo doanh số nhập hàng. ‡ Chứng nhận dựa theo doanh số tiêu thụ và phát trực tuyến. |                    |                               |